# Équipe cycliste Titanbonifica-Benotto
L'équipe cycliste Titanbonifica-Benotto est une équipe cycliste professionnelle italienne, présente dans le peloton entre 1986 et 1989. Elle s'est appelée successivement Magniflex-Centroscarpa et Alba Cucine-Benotto.
Elle ne doit pas être confondue avec les équipes Magniflex (1973-1978), Magniflex-Famcucine (1979) et Magniflex-Olmo (1980-1981).

## Histoire
Les principales victoires de l'équipe sont les Trois vallées varésines 1987 avec Franco Ballerini, le Tour de Romagne 1989 avec Maximilian Sciandri et le Tour d'Ombrie de la même année avec Stefano Colagè.

## Principales victoires

### Classiques
- Trois vallées varésines : Franco Ballerini (1987)
- Tour de Romagne : Maximilian Sciandri (1989)
- Tour d'Ombrie : Stefano Colagè (1989)

### Grands tours
- Tour d'Italie
  - 3 participations (1986, 1987, 1988)
  - 0 victoire d'étape
  - 0 classement annexe

- Tour de France
  - 0 participation

- Tour d'Espagne
  - 2 participations (1988, 1989)
  - 0 victoire d'étape
  - 0 classement annexe